# Burg Dättnau
Die Burg Dättnau ist eine hochmittelalterliche abgegangene Burg, die im Dättnauertal wohl nahe an der Kreuzung des Brüttemer Fusswegs und des damaligen Wegs durch das Dättnauertal bestand. Sie befand sich auf dem heutigen Gebiet des Quartiers Dättnau der Stadt Winterthur im Kanton Zürich in der Schweiz.

## Geschichte
Erstmals erwähnt wird ein zu den Ministerialen von Habsburg gehörender Ritter von Dättnau am 9. Juni 1271 oder 1272. Fünfzehn Jahre später wird dann zwischen 1282 und 1288 ein Ritter Peter von Dättnau namentlich erwähnt, wahrscheinlich derselbe wie der zuvor erwähnte, der seinen Sitz in der Burg Dättnau hat, die gemäss Einschätzung von Emil Stauber wohl eine Weiher- oder Sumpfburg in Form eines Wohnturms oder eines Festen Hauses gewesen sein dürfte. Dieser Peter von Dättnau amtete von 1282 bis 1294 ebenfalls als Ammann von Zug. Ein weiterer, bekannter Vertreter des Geschlechts war dessen Sohn Welti von Dättnau, der 1339 zu den Zürchern Bürgern gehört, die die Ritter Wisso, Heinrich Stagel und deren Verbündete bei der Einführung der Zürcher Zunftsverfassung 1336 gefangen genommen und entführt haben. Er ist zugleich der letzte bekannte Vertreter des Geschlechts von Dättnau.
Von der Burg Dättnau sind heute keine Spuren mehr erhalten. Unweit der Burg Dättnau am Dättnauerberg entstand zur selben Zeit auch die Burg Buch des Geschlechts von Brütten, dessen Burgstall heute noch sichtbar ist.

## Die Ruine der Burg Dättnau auf historischen Karten

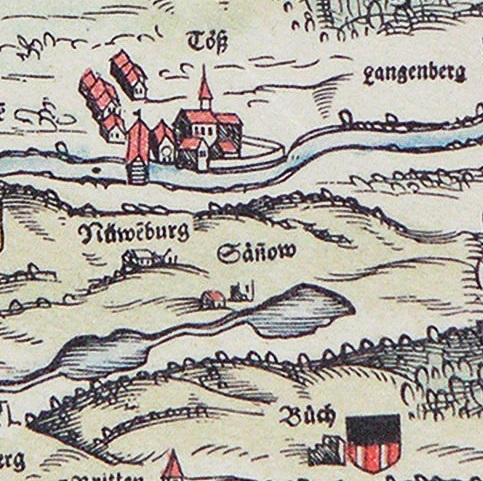
Murerkarte von 1566
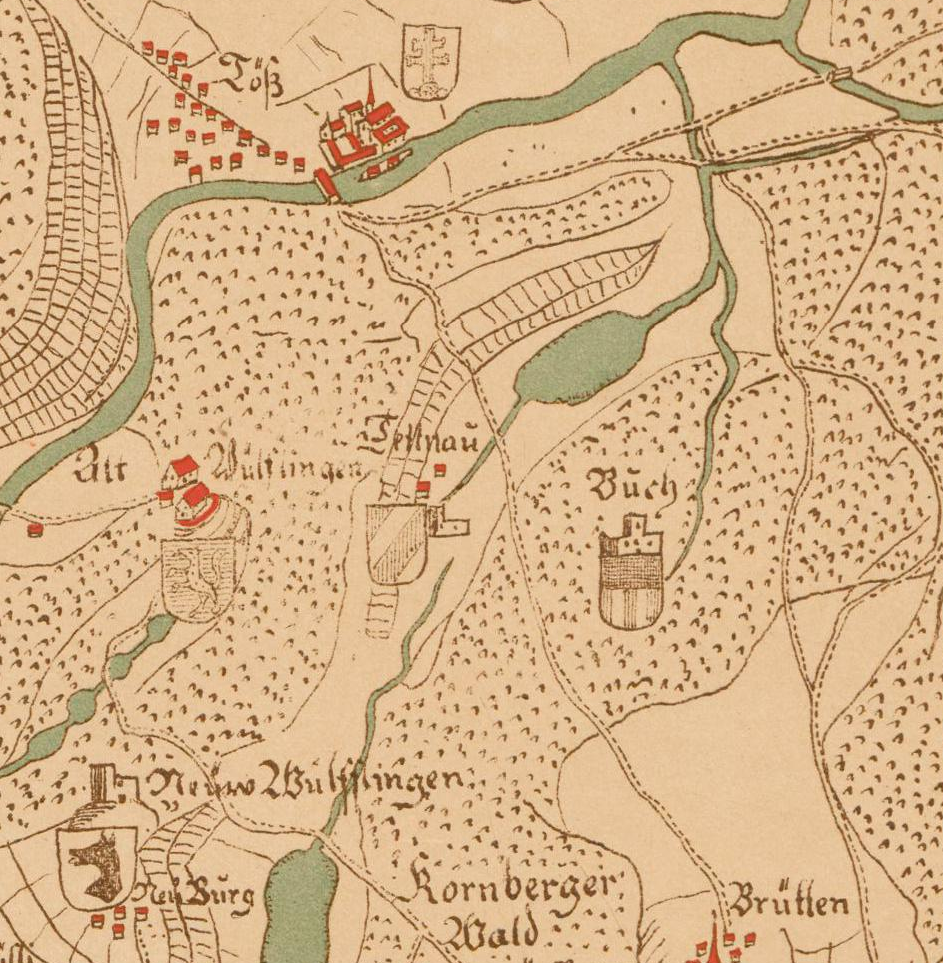
Gygerplan von 1664